# Major Grom (film)
Major Grom (russisk: Майор Гром) er en russisk spillefilm fra 2017 af Vladimir Besedin.

## Medvirkende
- Aleksandr Gorbatov som Igor Grom
- Ivan Fominov
- Anton Kuznetsov
- Oisel More Despaigne
- Danila Jakusjev som Vodila